# 경상북도교육청
경상북도교육청(慶尙北道敎育廳, Gyeongsangbuk-do Office of Education)은 대한민국 경상북도 안동시 풍천면 도청대로 511에 위치한 경상북도의 교육에 관한 사무를 담당하는 지방교육행정기관이다.

## 연혁
- 1952년: 경상북도교육위원회 설치.
- 1962년: 경상북도교육위원회 폐지. 소관 사무는 경상북도청 교육국으로 이관.
- 1964년 1월 1일: 경상북도교육위원회 설치.
- 1966년 12월 31일: 교육위원회 신축청사 준공.
- 1969년 1월 21일: 경상북도교육연구원 설치.
- 1970년 8월 21일: 경상북도학생과학관 개관.
- 1991년 3월 26일: 경상북도교육청으로 개편.
- 1995년 3월 1일 달성교육청이 대구광역시교육청으로 관할 이관
- 2001년 5월 10일 경상북도자료관 개관
- 2023년 7월 1일 군위교육지원청이 대구광역시교육청으로 관할 이관

연혁 보기

## 조직
| \| 국 \| 담당관실·과 \| \| 교육감 산하 하부조직 \| 교육감 산하 하부조직 \| \| ---------------------- \| --------------------------------------------------------------------------- \| \| \| - 소통협력관실 \| \| 부교육감 산하 하부조직 \| \| \| \| - 감사관실 \| \| 교육국 \| - 유초등교육과 - 중등교육과 - 체육건강과 - 학생생활과 - 교육안전과 \| \| 정책국 \| - 정책혁신과 - 교육복지과 - 창의인재과 - 예산정보과 \| \| 행정국 \| - 총무과 - 행정과 - 학교지원과 - 재무과 - 시설과 - 그린스마트미래학교추진단 \| | - 경상북도교육청연구원 - 경상북도교육청연수원 - 경상북도교육청정보센터 - 화랑교육원 - 경상북도교육청과학원 - 교육청도서관 - 경상북도교육청 구미도서관 - 경상북도교육청 안동도서관 - 경상북도교육청 상주도서관 - 경상북도교육청 영주선비도서관 - 교육지원청도서관 - 경상북도교육청 영덕도서관 - 경상북도교육청 성주도서관 - 경상북도교육청 영양도서관 - 경상북도교육청 의성도서관 - 경상북도교육청 울진도서관 - 경상북도교육청 울릉도서관 - 경상북도교육청 청도도서관 - 경상북도교육청 칠곡도서관 - 경상북도교육청 외동도서관 - 경상북도교육청 청송도서관 - 경상북도교육청 예천도서관 - 경상북도교육청 고령도서관 - 경상북도교육청 점촌도서관 - 경상북도교육청 영일도서관 - 경상북도교육청 봉화도서관 - 경상북도교육청 금호도서관 - 경상북도교육청문화원 - 경상북도교육청해양수련원 - 경상북도포항교육지원청 - 경상북도구미교육지원청 - 경상북도경주교육지원청 - 경상북도경산교육지원청 - 경상북도안동교육지원청 - 경상북도김천교육지원청 - 경상북도영주교육지원청 - 경상북도영천교육지원청 - 경상북도상주교육지원청 - 경상북도문경교육지원청 - 경상북도의성교육지원청 - 경상북도청송교육지원청 - 경상북도영양교육지원청 - 경상북도영덕교육지원청 - 경상북도청도교육지원청 - 경상북도고령교육지원청 - 경상북도성주교육지원청 - 경상북도칠곡교육지원청 - 경상북도예천교육지원청 - 경상북도봉화교육지원청 - 경상북도울진교육지원청 - 경상북도울릉교육지원청 |
| 국 | 담당관실·과 |
| 교육감 산하 하부조직 | |
| | - 소통협력관실 |
| 부교육감 산하 하부조직 | |
| | - 감사관실 |
| 교육국 | - 유초등교육과 - 중등교육과 - 체육건강과 - 학생생활과 - 교육안전과 |
| 정책국 | - 정책혁신과 - 교육복지과 - 창의인재과 - 예산정보과 |
| 행정국 | - 총무과 - 행정과 - 학교지원과 - 재무과 - 시설과 - 그린스마트미래학교추진단 |

## 같이 보기
- 경상북도교육감
- 경상북도 부교육감
- 대한민국 교육부
- 경상북도
- 경상북도청